# Namagashi
Namagashi (生菓子 (Sanh Quả Tử))  là một loại wagashi, thuật ngữ chỉ chung các loại bánh và kẹo ngọt truyền thống của Nhật Bản. Namagashi có thể bao gồm các loại thạch hoa quả, các loại thạch mềm như Kanten, hay các loại đồ ngọt có nhân đậu đỏ.  Namagashi được làm tỉ mỉ, với việc sử dụng  những biểu tượng biểu trưng cho thiên nhiên và các mùa trong năm, chẳng hạn như lá và hoa được sử dụng như hình ảnh phản chiếu thiên nhiên Nhật Bản qua bốn mùa . Namagashi thường được làm sao cho nó trông có vẻ tươi mới và có độ ẩm cao hơn các loại wagashi khác, chẳng hạn như higashi. Chúng thường chứa lượng nước nhiều hơn 30% so với những loại khác. Giống như những wagashi khác, namagashi được làm từ các nguyên liệu tự nhiên; các chất phụ gia rất hiếm khi được sử dụng. Namagashi thường được phục vụ với trà, và được ăn trong ngày Tết như một lời chúc may mắn.